# Johnny Peebucks
Johnny "Peebucks" Bonnel (7 augustus 1967) is de zanger en songwriter van de Amerikaanse punkbands Swingin' Utters en Filthy Thieving Bastards. Ook zingt hij voor Druglords of the Avenues. Naast zijn muziekcarrière werkt Bonnel als bediende op een camping.
In 1986 richtte Bonnel Swinging' Utters op onder de naam Johnny Peebucks and the Swingin' Utters samen met Darius Koski, Kevin Wickersham, en Greg McEntee. Deze band heeft tot op heden acht studioalbums uitgegeven, waarvan de meeste bij het label Fat Wreck Chords. In 2000 richtte hij samen met bassist Koski van Swingin' Utters de band Filthy Thieving Bastards op. 
Zijn bijnaam is bedacht naar aanleiding van een ongeval dat zich heeft voorgedaan op een feestje. Bonnel was zo dronken dat hij geen controle over zijn blaas meer had. Kort daarna ging hij naar een snackbar waar hij met natte dollars betaalde, waarop de kassier vroeg of hij was gaan zwemmen. Bonnel antwoordde "Nee, ik heb in mijn broek geplast". De naam peebucks betekent letterlijk pisdollars.

## Discografie
In deze lijst staan alleen "volledige" albums waar Peebucks een grote bijdrage aan heeft geleverd, waarmee studioalbums, livealbums, en verzamelalbums worden bedoeld.
| Jaar | Titel                                       | Label                | Band                     |
| ---- | ------------------------------------------- | -------------------- | ------------------------ |
| 1995 | The Streets of San Francisco                | New Red Archives     | Swingin' Utters          |
| 1996 | More Scared: The House of Faith Years       | SideOneDummy Records | Swingin' Utters          |
| 1996 | A Juvenile Product of the Working Class     | Fat Wreck Chords     | Swingin' Utters          |
| 1998 | Five Lessons Learned                        | Fat Wreck Chords     | Swingin' Utters          |
| 2000 | Swingin' Utters                             | Fat Wreck Chords     | Swingin' Utters          |
| 2001 | A Melody of Retreads and Broken Quills      | BYO Records          | Filthy Thieving Bastards |
| 2003 | Dead Flowers, Bottles, Bluegrass, and Bones | Fat Wreck Chords     | Swingin' Utters          |
| 2004 | Live in a Dive                              | Fat Wreck Chords     | Swingin' Utters          |
| 2005 | My Pappy Was a Pistol                       | BYO Records          | Filthy Thieving Bastards |
| 2007 | I'm a Son of a Gun                          | BYO Records          | Filthy Thieving Bastards |
| 2008 | Sing Songs                                  | Red Scare Industries | Druglords of the Avenues |
| 2008 | Hatest Grits: B-Sides and Bullshit          | Fat Wreck Chords     | Swingin' Utters          |
| 2011 | Here, Under Protest                         | Fat Wreck Chords     | Swingin' Utters          |
| 2013 | Poorly Formed                               | Fat Wreck Chords     | Swingin' Utters          |
| 2013 | New Drugs                                   | Red Scare Industries | Druglords of the Avenues |
| 2014 | Fistful of Hollow                           | Fat Wreck Chords     | Swingin' Utters          |